# Річард Алмейда де Олівейра
Річард Алмейда де Олівейра (порт. Richard Almeida de Oliveira; нар. 20 березня 1989, Сан-Паулу) — бразильський футболіст, півзахисник клубу «Прімавера».

## Ігрова кар'єра
У дорослому футболі дебютував 2009 року виступами за «Санту-Андре», в якій провів один сезон, проте закріпитись в команді не зумів, взявши участь лише у 3 матчах чемпіонату та одному в чемпіонаті штату. Через це влітку 2010 року був відданий в оренду в португальський «Жіл Вісенте». Відіграв за клуб з Барселуша наступні два сезони своєї ігрової кар'єри. Більшість часу, проведеного у складі «Жіл Вісенте», був основним гравцем команди.
У липні 2012 року підписав контракт з азербайджанським «Карабахом».

## Титули і досягнення
- Чемпіон Азербайджану (9):

«Карабах»: 2013-14, 2014-15, 2015-16, 2016-17, 2017-18, 2018-19, 2021-22, 2022-23, 2023-24
- Володар Кубка Азербайджану (5):

«Карабах»: 2014-15, 2015-16, 2016-17, 2021-22, 2023-24
- Чемпіон Казахстану (1):

«Астана»: 2018